# Horsfieldia fulva
Horsfieldia fulva là một loài thực vật thuộc họ Myristicaceae. Loài này có ở Indonesia và Malaysia. Chúng hiện đang bị đe dọa vì mất môi trường sống.